# Beaucarnea hiriartiae
Beaucarnea hiriartiae là một loài thực vật có hoa trong họ Măng tây. Loài này được L.Hern. mô tả khoa học đầu tiên năm 1992.